# Pachnobia lorezi
Pachnobia lorezi är en fjärilsart som beskrevs av Otto Staudinger 1891. Pachnobia lorezi ingår i släktet Pachnobia och familjen nattflyn. Inga underarter finns listade i Catalogue of Life.